# Tournoi de tennis de Leipzig
Le tournoi de Leipzig (Saxe, Allemagne) est un tournoi de tennis féminin du circuit professionnel WTA. 
L'épreuve est organisée chaque année, souvent en septembre, sur dur et en salle.
Sa première édition remonte à 1990 et sa dernière à 2003. Il s'agit à sa création du premier tournoi de tennis professionnel organisé en Allemagne de l'Est.
Avec cinq succès (dont quatre consécutifs de 1990 à 1993), Steffi Graf détient le record de titres en simple.

## Palmarès

### Simple
| No | Date       | Nom et lieu du tournoi                   | Catégorie | Dotation  | Surface         | Vainqueure        | Finaliste              | Score          |         |
| -- | ---------- | ---------------------------------------- | --------- | --------- | --------------- | ----------------- | ---------------------- | -------------- | ------- |
| 1  | 24-09-1990 | Volkswagen Grand Prix, Leipzig           | Tier III  | 225 000 $ | Moquette (int.) | Steffi Graf       | Arantxa Sánchez        | 6-1, 6-1       | Tableau |
| 2  | 30-09-1991 | Volkswagen Cup, Leipzig                  | Tier III  | 225 000 $ | Moquette (int.) | Steffi Graf       | Jana Novotná           | 6-3, 6-3       | Tableau |
| 3  | 28-09-1992 | Volkswagen Cup, Leipzig                  | Tier III  | 225 000 $ | Moquette (int.) | Steffi Graf       | Jana Novotná           | 6-3, 1-6, 6-4  | Tableau |
| 4  | 27-09-1993 | Volkswagen Cup, Leipzig                  | Tier II   | 375 000 $ | Moquette (int.) | Steffi Graf       | Jana Novotná           | 6-2, 6-0       | Tableau |
| 5  | 26-09-1994 | International GP, Leipzig                | Tier II   | 400 000 $ | Moquette (int.) | Jana Novotná      | Mary Pierce            | 7-5, 6-1       | Tableau |
| 6  | 25-09-1995 | Sparkassen Cup, Leipzig                  | Tier II   | 430 000 $ | Moquette (int.) | Anke Huber        | Magdalena Maleeva      | Forfait        | Tableau |
| 7  | 30-09-1996 | Sparkassen Cup, Leipzig                  | Tier II   | 450 000 $ | Moquette (int.) | Anke Huber        | Iva Majoli             | 5-7, 6-3, 6-1  | Tableau |
| 8  | 22-09-1997 | Sparkassen Cup International GP, Leipzig | Tier II   | 450 000 $ | Moquette (int.) | Jana Novotná      | Amanda Coetzer         | 6-2, 4-6, 6-3  | Tableau |
| 9  | 02-11-1998 | Sparkassen Cup International GP, Leipzig | Tier II   | 450 000 $ | Moquette (int.) | Steffi Graf       | Nathalie Tauziat       | 6-3, 6-4       | Tableau |
| 10 | 01-11-1999 | Sparkassen Cup International, Leipzig    | Tier II   | 520 000 $ | Moquette (int.) | Nathalie Tauziat  | Květa Hrdličková       | 6-1, 6-3       | Tableau |
| 11 | 30-10-2000 | Sparkassen Cup, Leipzig                  | Tier II   | 535 000 $ | Moquette (int.) | Kim Clijsters     | Elena Likhovtseva      | 7-66, 4-6, 6-4 | Tableau |
| 12 | 24-09-2001 | Sparkassen Cup International GP, Leipzig | Tier II   | 565 000 $ | Moquette (int.) | Kim Clijsters     | Magdalena Maleeva      | 6-1, 6-1       | Tableau |
| 13 | 23-09-2002 | Sparkassen Cup, Leipzig                  | Tier II   | 585 000 $ | Moquette (int.) | Serena Williams   | Anastasia Myskina      | 6-3, 6-2       | Tableau |
| 14 | 22-09-2003 | Sparkassen Cup, Leipzig                  | Tier II   | 585 000 $ | Moquette (int.) | Anastasia Myskina | Justine Henin-Hardenne | 3-6, 6-3, 6-3  | Tableau |

### Double
| No | Date       | Nom et lieu du tournoi                  | Catégorie | Dotation  | Surface         | Vainqueures                             | Finalistes                       | Score          |         |
| -- | ---------- | --------------------------------------- | --------- | --------- | --------------- | --------------------------------------- | -------------------------------- | -------------- | ------- |
| 1  | 24-09-1990 | Volkswagen Grand Prix Leipzig           | Tier III  | 225 000 $ | Moquette (int.) | Lise Gregory Gretchen Magers            | Manon Bollegraf Jo Durie         | 6-2, 4-6, 6-3  | Tableau |
| 2  | 30-09-1991 | Volkswagen Cup Leipzig                  | Tier III  | 225 000 $ | Moquette (int.) | Manon Bollegraf Isabelle Demongeot      | Jill Hetherington Kathy Rinaldi  | 6-4, 6-3       | Tableau |
| 3  | 28-09-1992 | Volkswagen Cup Leipzig                  | Tier III  | 225 000 $ | Moquette (int.) | Jana Novotná Larisa Neiland             | Patty Fendick Andrea Strnadová   | 7-5, 7-6       | Tableau |
| 4  | 27-09-1993 | Volkswagen Cup Leipzig                  | Tier II   | 375 000 $ | Moquette (int.) | Gigi Fernández Natasha Zvereva          | Larisa Neiland Jana Novotná      | 6-3, 6-2       | Tableau |
| 5  | 26-09-1994 | International GP Leipzig                | Tier II   | 400 000 $ | Moquette (int.) | Patty Fendick Meredith McGrath          | Manon Bollegraf Larisa Neiland   | 6-4, 6-4       | Tableau |
| 6  | 25-09-1995 | Sparkassen Cup Leipzig                  | Tier II   | 430 000 $ | Moquette (int.) | Meredith McGrath Larisa Neiland         | Brenda Schultz Caroline Vis      | 6-4, 6-4       | Tableau |
| 7  | 30-09-1996 | Sparkassen Cup Leipzig                  | Tier II   | 450 000 $ | Moquette (int.) | Kristie Boogert Nathalie Tauziat        | Sabine Appelmans Miriam Oremans  | 6-4, 6-4       | Tableau |
| 8  | 22-09-1997 | Sparkassen Cup International GP Leipzig | Tier II   | 450 000 $ | Moquette (int.) | Martina Hingis Jana Novotná             | Yayuk Basuki Helena Suková       | 6-2, 6-2       | Tableau |
| 9  | 02-11-1998 | Sparkassen Cup International GP Leipzig | Tier II   | 450 000 $ | Moquette (int.) | Elena Likhovtseva Ai Sugiyama           | Manon Bollegraf Irina Spîrlea    | 6-3, 6-7, 6-1  | Tableau |
| 10 | 01-11-1999 | Sparkassen Cup International Leipzig    | Tier II   | 520 000 $ | Moquette (int.) | Larisa Neiland Mary Pierce              | Elena Likhovtseva Ai Sugiyama    | 6-4, 6-3       | Tableau |
| 11 | 30-10-2000 | Sparkassen Cup Leipzig                  | Tier II   | 535 000 $ | Moquette (int.) | Arantxa Sánchez Anne-Gaëlle Sidot       | Kim Clijsters Laurence Courtois  | 6-76, 7-5, 6-3 | Tableau |
| 12 | 24-09-2001 | Sparkassen Cup International GP Leipzig | Tier II   | 565 000 $ | Moquette (int.) | Elena Likhovtseva Nathalie Tauziat      | Květa Hrdličková Barbara Rittner | 6-4, 6-2       | Tableau |
| 13 | 23-09-2002 | Sparkassen Cup Leipzig                  | Tier II   | 585 000 $ | Moquette (int.) | Alexandra Stevenson Serena Williams     | Janette Husárová Paola Suárez    | 6-3, 7-5       | Tableau |
| 14 | 22-09-2003 | Sparkassen Cup Leipzig                  | Tier II   | 585 000 $ | Moquette (int.) | Svetlana Kuznetsova Martina Navrátilová | Elena Likhovtseva Nadia Petrova  | 3-6, 6-1, 6-3  | Tableau |